# アパトー・プロダクションズ
アパトー・プロダクションズ (Apatow Productions) は、1999年にジャド・アパトーが設立した アメリカ合衆国の映画製作会社, 映画やシリーズの制作。ロサンゼルスに本社を置く。

## 作品

### 映画
- 2004 俺たちニュースキャスター
- 2005 40歳の童貞男
- 2006 タラデガ・ナイト オーバルの狼
- 2007 無ケーカクの命中男/ノックトアップ
- 2007 スーパーバッド 童貞ウォーズ
- 2007 ウォーク・ハード ロックへの階段
- 2008 寝取られ男のラブ♂バカンス
- 2008 俺たちステップ・ブラザース -義兄弟-
- 2008 スモーキング・ハイ
- 2009 紀元1年が、こんなんだったら!?
- 2009 素敵な人生の終り方
- 2010 伝説のロックスター再生計画!
- 2011 ブライズメイズ 史上最悪のウェディングプラン
- 2012 ふたりのパラダイス
- 2012 憧れのウェディング・ベル
- 2012 40歳からの家族ケーカク
- 2013 俺たちニュースキャスター 史上最低!?の視聴率バトルinニューヨーク
- 2014 はじまりのうた
- 2015 エイミー、エイミー、エイミー! こじらせシングルライフの抜け出し方
- 2016 ピーウィーのビッグ・ホリデー
- 2017 ビッグ・シック ぼくたちの大いなる目ざめ
- 2018 15年後のラブソング
- 2020 キング・オブ・スタテンアイランド
- 2022 ザ・バブル
- 2022 ブラザーズ・ラブ
- 2023	Please Don't Destroy: The Treasure of Foggy Mountain
- 2024	Stormy

### ドラマ
- 1999 - 2000 フリークス学園
- 2012 - 2017 GIRLS/ガールズ
- 2016 - 2018 LOVE ラブ
- 2017 - 2019 Crashing